# جکسون‌ویل (ورمانت)
جکسون‌ویل (به انگلیسی: Jacksonville) یک منطقهٔ مسکونی در ایالات متحده آمریکا است که در Whitingham واقع شده‌است. جکسون‌ویل ۳٫۰۱ کیلومتر مربع مساحت و ۲۱۳ نفر جمعیت دارد و ۴۱۴ متر بالاتر از سطح دریا واقع شده‌است.